# Tetrachlorphenole
Die Tetrachlorphenole bilden eine Stoffgruppe der Organochlorverbindungen, bestehend aus einem Benzolring mit vier Chloratomen (–Cl) und einer Hydroxygruppe (–OH) als Substituenten. Durch deren unterschiedliche Anordnung ergeben sich drei Konstitutionsisomere mit der Summenformel C6H2Cl4O.

## Vertreter
| Gefahrensymbol | Gefahrensymbol |

| Gefahrensymbol |

| Gefahrensymbol | Gefahrensymbol |

| Gefahrensymbol | Gefahrensymbol |

## Gewinnung und Darstellung
2,3,4,6-Tetrachlorphenol gilt als Verunreinigung in technischem Pentachlorphenol und entsteht bei dessen Herstellung als Nebenprodukt.

## Eigenschaften
Die Siedepunkte der drei Isomere liegen relativ nah beieinander, während sich ihre Schmelzpunkte deutlicher unterscheiden. Das 2,3,5,6-Tetrachlorphenol, welches die höchste Symmetrie aufweist, besitzt den höchsten Schmelzpunkt. Die Tetrachlorphenole sind schwer löslich in Wasser und reagieren in Lösung schwach sauer.

## Verwendung
2,3,4,6-Tetrachlorphenol gehört zur Klasse der substituierten Phenolverbindungen, die in industriellen Anwendungen wie der Synthese von Pestiziden, Farbstoffen, Medikamenten, Kunststoffen usw. weit verbreitet sind. Die Verbindung wird auch als Desinfektionsmittel und Schutzmittel (Fungizid) für Holz, Latex und Leder eingesetzt. Natrium-2,3,5,6-tetrachlorphenolat (das Natriumsalz von 2,3,5,6-Tetrachlorphenol, CAS-Nummer: 85712-07-8) wird als Fungizid eingesetzt.

## Sicherheitshinweise
Bei der Zersetzung von Tetrachlorphenolen entsteht Chlorwasserstoff und andere hochgiftige Chlorprodukte wie PCDD/PCDF. Die Verbindungen sind sehr giftig für Wasserorganismen.